# Evaristo Felice dall'Abaco

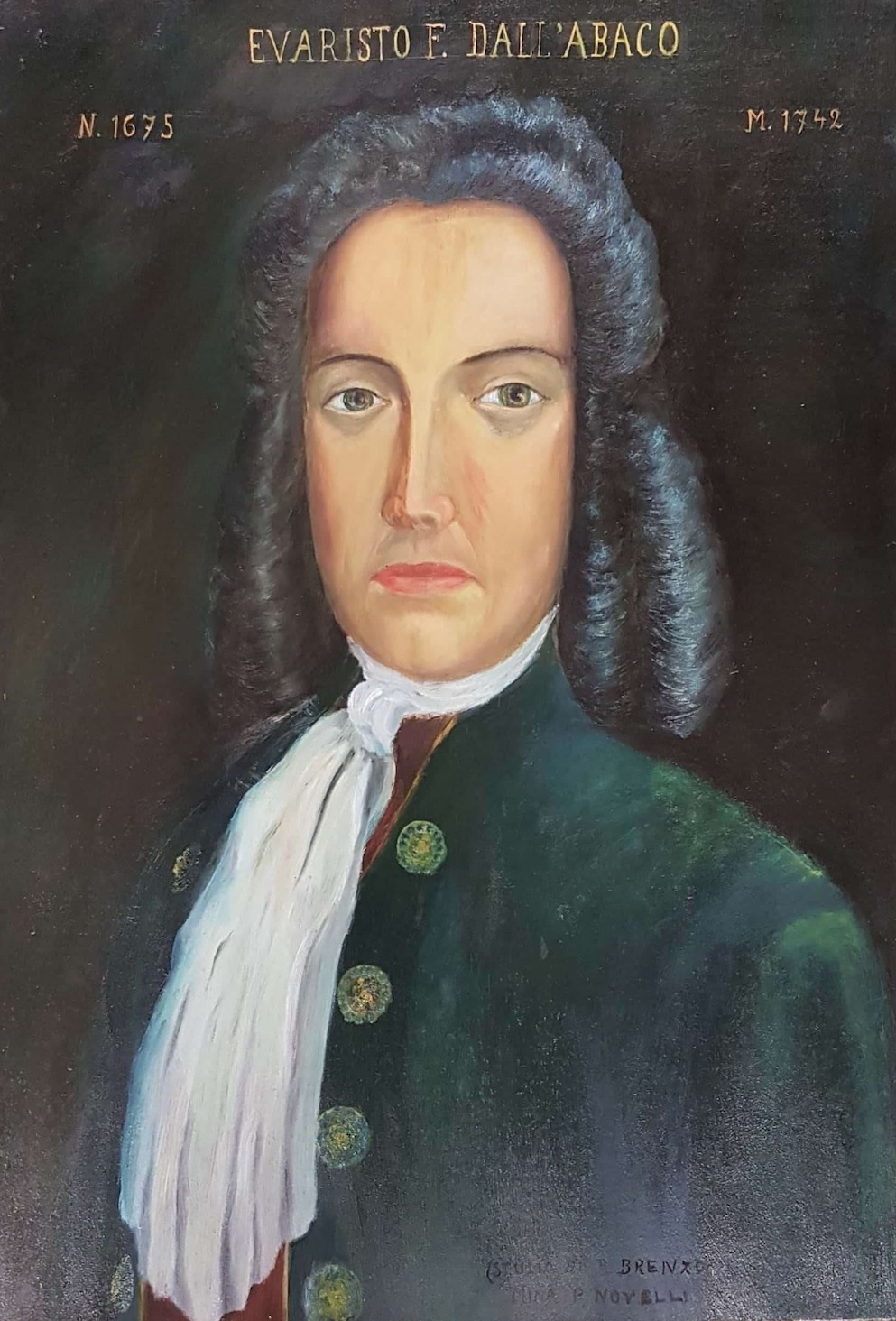
Evaristo Felice Dall'Abaco

Evaristo Felice dall'Abaco (Verona, 12 juli 1675 - München, 12 juli 1742) was een Italiaans componist en cellist. 

## Leven
Dall’Abaco was een leerling van Giuseppe Torelli voor viool en cello. In 1696 verzorgde hij in Modena verschillende optredens met Tommaso Antonio Vitali. Hij kwam via Modena naar München. Hier werd hij in 1704 hofkapelmeester bij de keurvorst Max Emanuel, die hij in ballingschap naar Brussel en later naar Bergen en vanaf 1709 naar Compiègne volgde. 
Zijn zoon Joseph dall' Abaco werd 1710 in Brussel geboren en was later aan het keurvorstelijke hof te Bonn als cellist hofmusicus. 
In 1715 naar München teruggekeerd werd hij in 1717 tot (kamer-)concertmeester en tot keurvorstelijke raad (dit was voor een muzikant een buitengewone eer) benoemd. In deze functie was hij tot 1740, maar sinds 1726 nam zijn invloed onder keurvorst Karel Albrecht af.
Door een groot aantal composities voor strijkinstrumenten geldt hij als een belangrijk vernieuwer voor deze instrumentengroep. Zijn oeuvre omvat zes gedrukte verzamelingen, die van 1708 tot 1735 ontstaan zijn. Hij componeerde 24 vioolsonates, 12 triosonates, 12 concerti da chiesa (kerkconcerten) alsook een aantal concerti grossi en vioolconcerten. Zijn vroege werken zijn beïnvloed door de stijl van Corelli, maar later benutte hij uit Frankrijk overgenome elementen. 
In Verona werd het Conservatorium naar hem vernoemd (Conservatorio Statale di Musica "Evaristo Felice dall'Abaco").

## Composities (selectie)

### Concerten
- Concerti a piu Istrumenti, op. 5 Nr. 1
- Concerti a piu Istrumenti, op. 5 Nr. 2
- Concerti a piu Istrumenti in e-klein, op. 5 Nr. 3
  1. Allegro
  2. Adagio, Presto assai
  3. Adagio, Prestissimo
  4. Largo
  5. Passepied I
  6. Passepied II
- Concerti a piu Istrumenti, op. 5 Nr. 4
- Concerti a piu Istrumenti in C-groot, voor fagot solo (of cello), hobo, strijkers en basso continuo, op. 5 Nr. 5
- Concerti a piu Istrumenti in D-groot, op. 5 Nr. 6
  1. Allegro - Cantabile - Chaconna
  2. Allegro e spiccato - Rondo
  3. Allegro - Allegro
- Concerti a piu Istrumenti, op. 6 Nr. 1
- Concerti a piu Istrumenti, op. 6 Nr. 2
- Concerti a piu Istrumenti, op. 6 Nr. 3
- Concerti a piu Istrumenti, op. 6 Nr. 4
- Concerti a piu Istrumenti, op. 6 Nr. 5
- Concerti a piu Istrumenti, op. 6 Nr. 6
- Concerti a piu Istrumenti in A-groot, op. 6 Nr. 7
- Concerti a piu Istrumenti in D-groot, op. 6 Nr. 8
  1. Allegro
  2. Largo
  3. Allegro
- Concerti a piu Istrumenti, op. 6 Nr. 9
- Concerti a piu Istrumenti, op. 6 Nr. 10
- Concerti a piu Istrumenti, op. 6 Nr. 11
- Concerto grosso in Bes-groot, op. 2 Nr. 9
- Concerto in A-groot, op. 2 Nr. 10 
  1. Allegro Assai/Adagio
  2. Largo
  3. Presto
- Concerto in C-groot, voor viool, altviool, cello en basso continuo, op. 2 Nr. 11
  1. Vivace
  2. Grave
  3. Allegro
- Concerto in F-groot, op. 2 Nr. 12 
  1. Allegro
  2. Largo
  3. Prestissimo
  4. Allegro Assai

### Kerkconcerten
- Concerto a quattro da chiesa, op. 2 Nr. 1
- Concerto a quattro da chiesa in e-klein, op. 2 Nr. 2
  1. Allegro Assai
  2. Adagio
  3. Allegro
- Concerto a quattro da chiesa, op. 2 Nr. 3
- Concerto a quattro da chiesa in a-klein, op. 2 Nr. 4
  1. Aria/Allegro
  2. Largo
  3. Presto
- Concerto a quattro da chiesa in g-klein, voor twee violen, altviool en basso continuo, op. 2 Nr. 5
  1. Largo
  2. Allegro e Spiritoso
  3. Grave
  4. Allegro
- Concerto a quattro da chiesa, op. 2 Nr. 6
- Concerto a quattro da chiesa, op. 2 Nr. 7
- Concerto a quattro da chiesa all' unisono op. 2 Nr. 8

### Kamermuziek
- Sonate, voor viool en basso continuo, op. 1 Nr. 1
- Sonate in d-klein, voor viool en basso continuo, op. 1 Nr. 2
  1. Largo e cantabile
  2. Allegro
  3. Adagio
  4. Giga (Allegro)iga (Allegro)
- Sonate, voor viool en basso continuo, op. 1 Nr. 3
- Sonate in A-groot, voor viool en basso continuo, op. 1 Nr. 4
- Sonate in g-klein, voor viool en basso continuo, op. 1 Nr. 5
  1. Andante
  2. Chaconne
  3. Allegro
  4. Adagio
  5. Giga
- Sonate in D-groot, voor viool en basso continuo, op. 1 Nr. 6
- Sonate in b-klein, voor viool en basso continuo, op. 1 Nr. 7
- Sonate, voor viool en basso continuo, op. 1 Nr. 8
- Sonate, voor viool en basso continuo, op. 1 Nr. 9
- Sonate, voor viool en basso continuo, op. 1 Nr. 10
- Sonate in Bes-groot, voor viool en basso continuo, op. 1 Nr. 11
- Sonate, voor viool en basso continuo, op. 1 Nr. 12
- Triosonata in C-groot voor twee violen en basso continuo, op. 3 Nr. 1
- Triosonata in F-groot voor twee violen en basso continuo, op. 3 Nr. 2
- Triosonata voor twee violen en basso continuo, op. 3 Nr. 3
- Sonata da camera a violino e violoncello, op. 4 Nr. 1
- Sonata da camera a violino e violoncello, op. 4 Nr. 2
- Sonata da camera a violino e violoncello, op. 4 Nr. 3
- Sonata da camera a violino e violoncello, op. 4 Nr. 4
- Sonata da camera a violino e violoncello, op. 4 Nr. 5
- Sonata da camera a violino e violoncello, op. 4 Nr. 6
- Sonata da camera a violino e violoncello, op. 4 Nr. 7
- Sonata da camera a violino e violoncello, op. 4 Nr. 8
- Sonata da camera a violino e violoncello, op. 4 Nr. 9
- Sonata da camera a violino e violoncello, op. 4 Nr. 10
- Sonata da camera a flauto dolce alto e violoncello in d-klein, op. 4 Nr. 11
- Sonata da camera a violino e violoncello, op. 4 Nr. 12
- Sonata in F-groot, voor twee celli en basso continuo

- Bibsys: 7043562
- Biblioteca Nacional de España: XX1560343
- Bibliothèque nationale de France: cb138929285 (data)
- CiNii: DA08555064
- Gemeinsame Normdatei: 104198273
- International Standard Name Identifier: 0000 0000 8366 8444
- Library of Congress Control Number: n82083388
- Nationale Bibliotheek van Letland: 000059260
- MusicBrainz: da6399f0-2f43-49aa-b373-a32fd1bf074a
- Bibliotheek van het Japanse parlement: 01153187
- Nationale Bibliotheek van Tsjechië: jx20100303001
- Nationale Bibliotheek van Israël: 987007351512905171
- Nationale Bibliotheek van Polen: a0000001244363
- Nederlandse Thesaurus van Auteursnamen: 095141480
- Istituto Centrale per il Catalogo Unico: CFIV156374
- LIBRIS: 349177
- SNAC: w6sn2p3w
- Système universitaire de documentation: 087885395
- Trove: 1527605
- Virtual International Authority File: 27251475
- WorldCat: E39PBJpPGQmcMP3BdpgMYjqRKd